# Catacauma strychni
Catacauma strychni är en svampart som beskrevs av Syd. 1925. Catacauma strychni ingår i släktet Catacauma och familjen Phyllachoraceae.   Inga underarter finns listade i Catalogue of Life.